# 원경전
원경전(protocanonical book) 또는 제1경전은 히브리어 성경에 속하면서 기독교 형성 기간 중 경전으로 간주되는 구약성경의 책이다.
이 용어는, 초기 기독교 시대에 의심의 대상이 되었으며 현재도 다수의 개신교에서 경전으로 취급되지 않는 제2경전 및 외경과의 대비를 위해 사용된다.
기독교의 성경에는 39권의 소책자가 제1경전으로 존재하는데, 이는 히브리어 성경의 24권에 상당한다.

## 목록
기독교의 제1경전에 포함되는 39권의 목록은 다음과 같다.
- 창세기
- 출애굽기
- 레위기
- 민수기
- 신명기
- 여호수아기
- 판관기
- 룻기
- 사무엘기 - 상/하권
- 열왕기 - 상/하권
- 역대기 - 상/하권
- 에즈라기
- 느헤미야기
- 에스델기
- 욥기
- 시편
- 잠언
- 전도서
- 아가
- 이사야서
- 예레미야서
- 애가
- 에제키엘서
- 다니엘서
- 호세아서
- 요엘서
- 아모스서
- 오바디야서
- 요나서
- 미가서
- 나훔서
- 하바꾹서
- 스바니야서
- 하깨서
- 즈가리야서
- 말라기서

## 권수의 차이
기독교 성경에 포함되는 제1경전은, 히브리어 성경의 전통에 따라 분류되었는데, 히브리어 성경에서는 24권으로 권수가 다르다. 이는 소예언서 12권이 히브리어 성경에서는 한권으로 분류되고, 사무엘기, 열왕기, 역대기가 기독교 성경에서는 상권과 하권의 두 책으로 분류되는 것이 단일 권수로 세어지며, 에즈라기와 느헤미야기를 한권으로 취급하기 때문이다. 히에로니무스는 그의 저서에서,
성경의 제1경전의 권수를 22권으로 세었는데, 예레미야서와 애가를 한권으로, 판관기와 룻기를 한권으로 세었다. 초기 기독교 성경 사본 중 하나인 코덱스 히에로솔리미타누스(en)(Codex Hierosolymitanus, 1056년)에는 제1경전의 권수가 27권으로 되어 있다.

이러한 성경 권수의 차이는, 때때로 수비학(數秘學)적인 의미를 부여하기도 한다.
22권으로 성경 권수가 세어진 것은, 히브리 문자의 22자를 나타내기 위한 경우인데, 이 경우 두권으로 구성되는 다섯 책(판관기 - 룻기, 사무엘기, 열왕기, 역대기, 에즈라기 - 느헤미야기, 예레미야서 - 애가)이 히브리 문자에서 두가지 형태를 띠는 다섯 글자인 카프(ך/כ), 멤(ם/מ), 눈(ן/נ), 페(ף/פ), 차데(ץ/צ)에 대응한다.
24권으로 세어지는 경우는, 요한의 묵시록에서 묘사되는 하느님의 어린 양 앞에 관을 내려놓은 장로 24명을 상징하는 것으로, 27권으로 세어지는 경우는 신약성경의 27권과 1대1 대응을 맞추기 위해서이다.

## 초기 경전의 일부 차이
제1경전에 포함되는 각권들은 초기 기독교인들에게 널리 받아들어졌으나, 초기의 성경의 경전에는 일부가 누락되는 경우도 존재한다. 2세기 경의 로마 제국 영역의 일부 지역에서 다수를 차지하였던 마르키온주의자(en)들의 경우는 극단적인 예로, 히브리어 성경 전부를 제외하고 루카의 복음서 및 파울루스 서신 중 10권의 수정판을 포함한 자체 경전을 받아들였다.
이런 경우를 차치하더라도, 일부 경전에 대해서 경전성에 대해 일치하지 않는 견해가 수세기를 걸쳐 존재한다. 4세기 알렉산드리아의 주교였던 아타나시우스는 에스델기 전체를 경전에서 제외하였다.
 모프수에스티아의 테오도르(en)는 22권의 숫자를 맞추기 위해 아가, 애가, 욥기, 에즈라기 - 느헤미야기를 제외하기도 하였다.

## 신약 성경
신약성경에서 '제1경전'(protocanonical)은 에우세비우스 등이 분류를 하였으며, 초기 기독교에서 널리 받아들여졌던 신약성경의 27권(호몰로구메나(homologoumena))을, 그 외의 문서인 안티레고메나(antilegomena) 또는 노다(noda)와 대비되는 의미로도 사용되기도 한다. (성경의 경전을 참고)

## 같이 보기
- 성경의 경전
- 제2경전